# Samuel Valck Vega
Samuel Valck Vega (n. Valdivia, 5 de mayo de 1889 - † Santiago, 21 de enero de 1945). Hijo de don Fernando Valck y doña María Vega. Se casó con Lina Barrientos.
Estudió en escuelas de Valdivia y el Liceo de Concepción. Se dedicó posteriormente a actividades agrícolas, explotanto el fundo "Las Vegas, de su propiedad.
Militante del Partido Democrático, fue elegido regidor y alcalde de la Municipalidad de Los Lagos.
Elegido Diputado en elección complementaria para llenar la vacante dejada por el fallecido parlamentario, Manuel Antonio Luna. Logró una votación de 12.843 sufragios contra su contendor, el candidato de la Alianza Popular Libertadora, Jorge Bustos León, quien obtuvo solo 6.097 preferencias.
Se incorporó a la Cámara de Diputados el 16 de agosto de 1939, hasta 1941, fecha en que terminaba el período legislativo del diputado Luna. Integró en la ocasión la Comisión permanente de Salud e Higiene.
Fue miembro de la Primera Compañía de Bomberos "Esmeralda" de Los Lagos, y director de la misma.